# Zagreb Open 1998
Lo Zagreb Open 1998 è stato un torneo di tennis facente parte della categoria ATP Challenger Series nell'ambito dell'ATP Challenger Series 1998. Il torneo si è giocato a Zagabria in Croazia dal 15 al 21 giugno 1998 su campi in terra rossa.

## Vincitori

### Singolare
Jiří Novák ha battuto in finale  Mariano Puerta con il punteggio di 7–5, 6–1

### Doppio
Julián Alonso /  Mariano Puerta hanno battuto in finale  Eduardo Nicolas-Espin /  Germán Puentes con il punteggio di 6–1, 6–4